# Scion tC
Scion tC – sportowy samochód osobowy wytwarzany w Japonii na rynek japoński i amerykański przez firmę Scion stworzoną przez Toyotę. 

## Pierwsza generacja
Jedyny oferowany silnik to benzynowa jednostka o pojemności 2.4 z wtryskiem paliwa i mocy 162 KM oraz maksymalnym momencie obrotowym wynoszącym 221 Nm. Auto może być wyposażone w 5-biegową manualną lub 4-biegową automatyczną skrzynię biegów.
Samochód to połączenie podwozia Toyoty Avensis T25 oraz silnika znanego z Camry.
TC wyróżnia przeszklony dach wysuwany do tyłu oraz tylne oparcia z regulacją kąta pochylenia.

### Dane techniczne

#### Silnik
- R4 2AZ-FE 2,4 l (2362 cm³), 4 zawory na cylinder, DOHC
- Układ zasilania: wtrysk
- Średnica cylindra × skok tłoka: 88,50 mm × 96,00 mm
- Stopień sprężania: 9,6:1
- Moc maksymalna: 162 KM (119 kW) przy 5700 obr./min
- Maksymalny moment obrotowy: 221 N•m przy 4000 obr./min

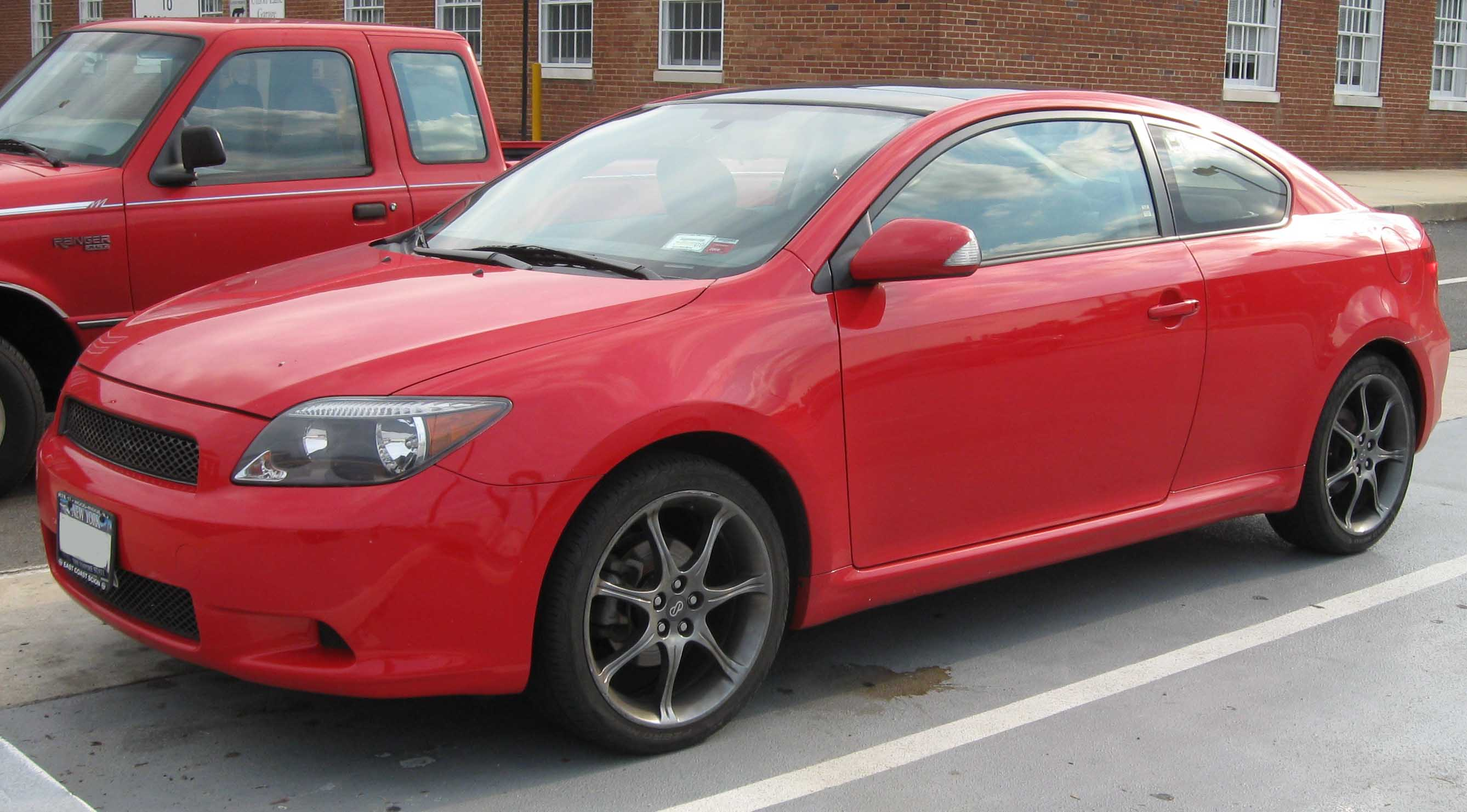
Scion tC RS 1.0 z 2005 roku

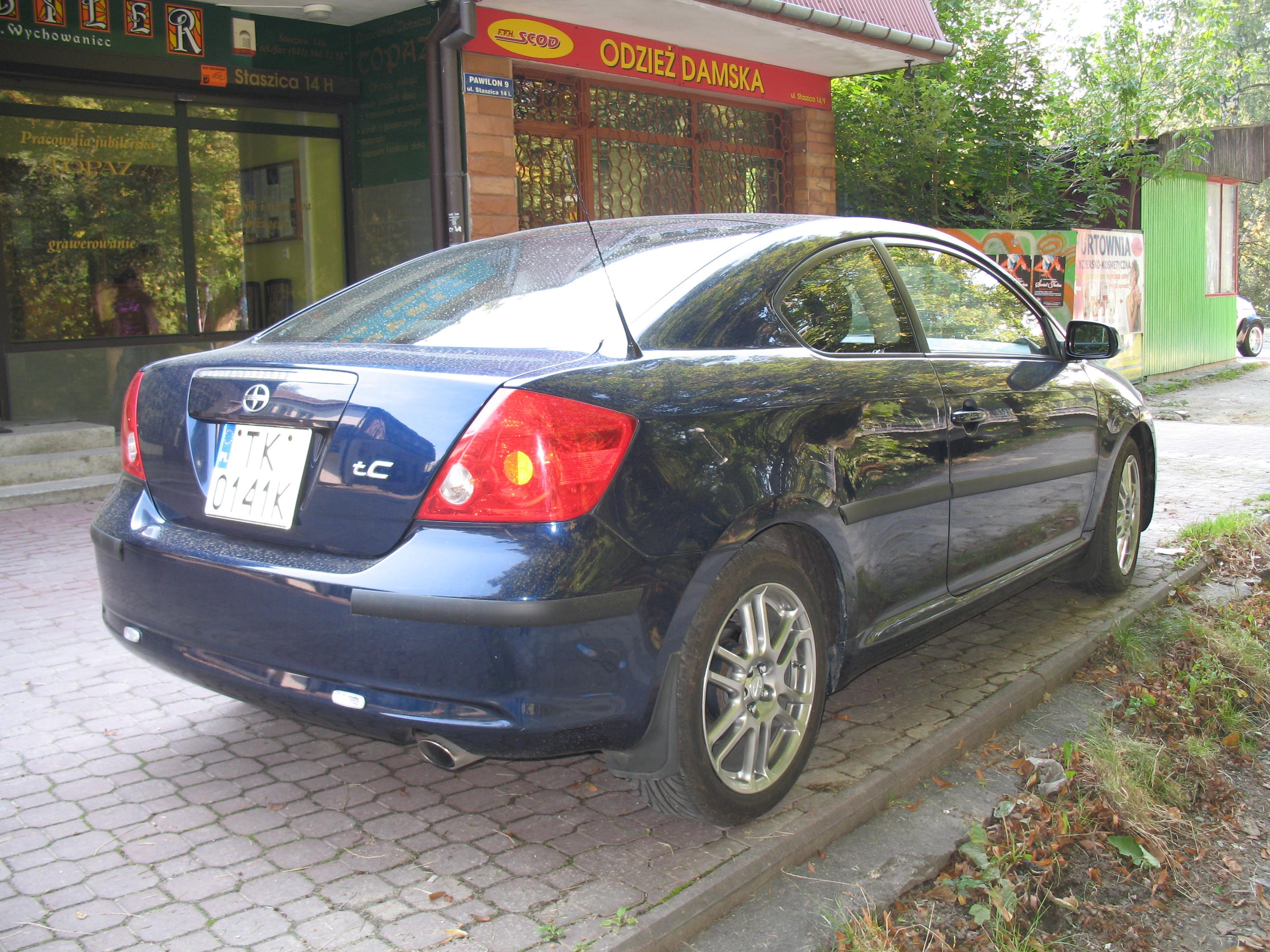
Tył nadwozia

## Druga generacja
Druga generacja modelu produkowana jest od 2010 roku. Oprócz zmiany wyglądu karoserii, zastosowano w niej mocniejszy silnik R4 2.5 2AR-FE o mocy maksymalnej 181 KM (133 kW). Do przeniesienia napędu przygotowano nowe przekładnie automatyczne oraz manualne - obie w wersji 6-biegowej. Zwiększona została szerokość nadwozia, reszta wymiarów została niezmieniona.
Ostatni opracowany specjalnie na potrzeby marki samochód marki Scion.

### Dane techniczne

#### Silnik
- R4 2AR-FE 2,5 l (2494 cm³), 4 zawory na cylinder, DOHC
- Układ zasilania: wtrysk
- Średnica cylindra × skok tłoka: 90,00 mm × 98,00 mm
- Stopień sprężania: 10,4:1
- Moc maksymalna: 181 KM (133 kW) przy 6000 obr./min
- Maksymalny moment obrotowy: 234 N•m przy 4100 obr./min
- Przyspieszenie od 0 do 100 km/h: 6.5 s. (manual)

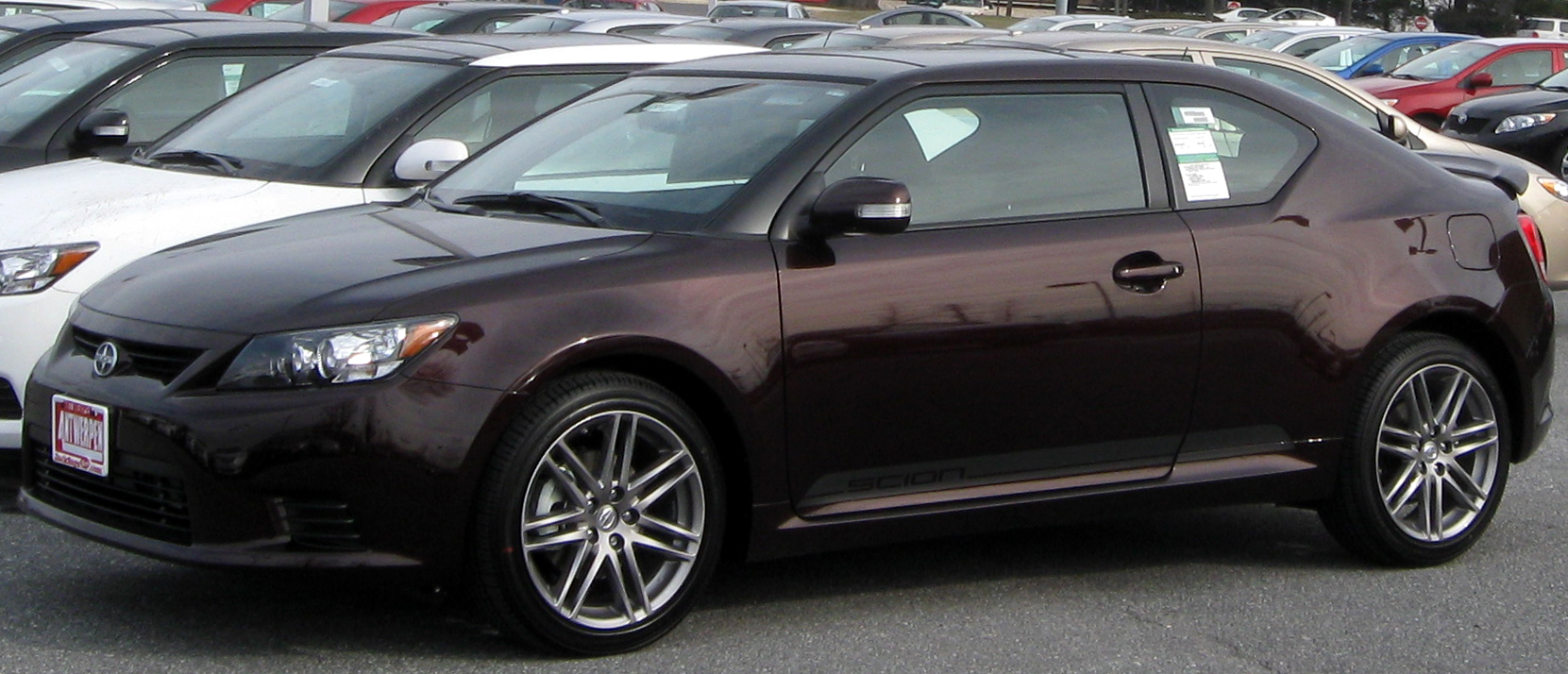

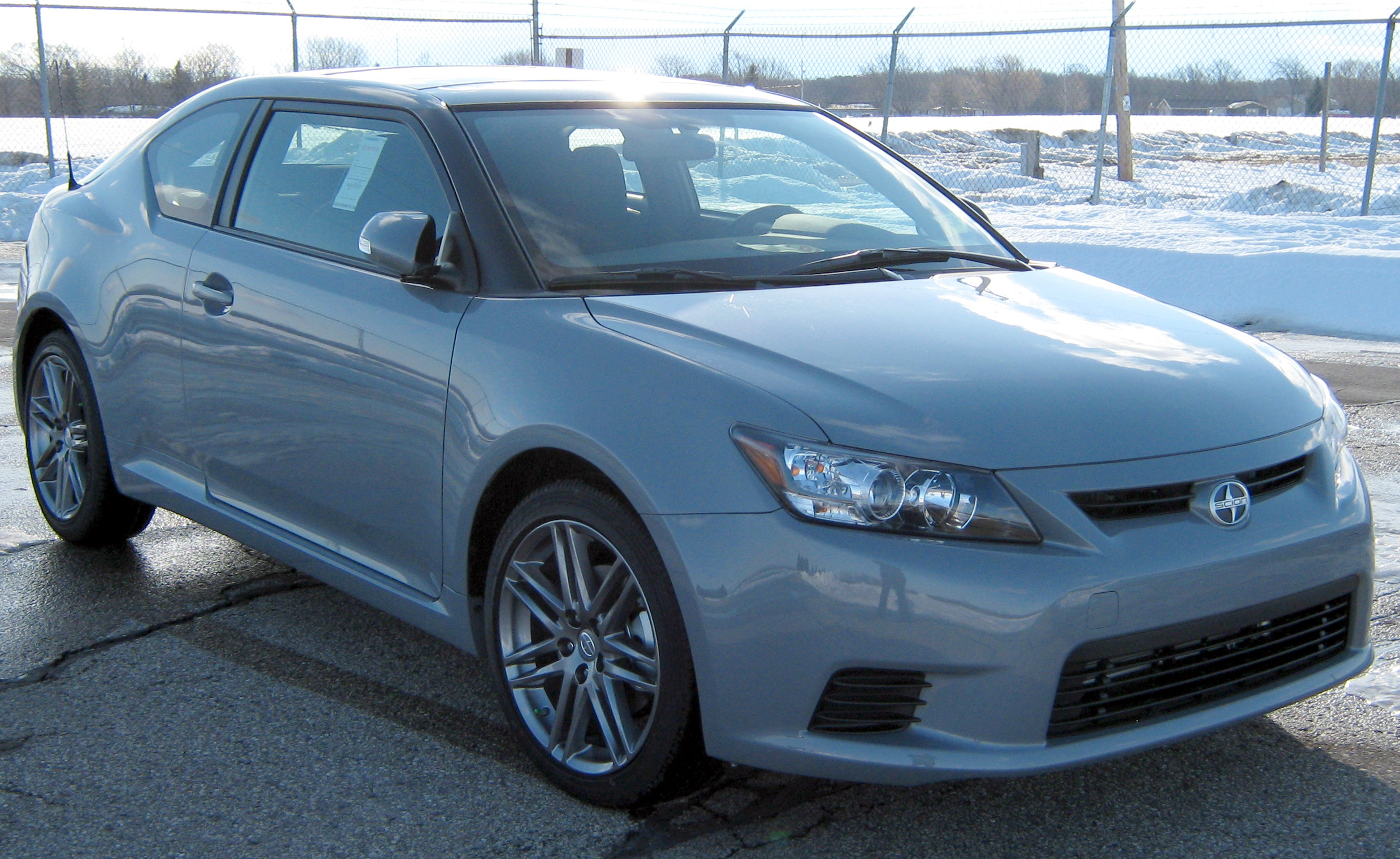